# Eun Hee-kyung
Eun Hee-kyeong, née à Gochang en Corée du Sud en 1959, est une romancière sud-coréenne qui a obtenu d'importants prix littéraires . Elle est l'auteur d'une dizaine de livres.

## Biographie
Eun Hee-kyeong a fait ses études en littérature à l'université des femmes Sookmyung et son master dans la même discipline à l'université Yonsei à Séoul. Son enfance a été bercée par les contes de Corée que ses parents lui rapportaient en très grand nombre. Elle a ainsi affirmé : « Mes lectures les plus importantes ont été très certainement réalisées durant mon enfance ». Même pendant sa période scolaire, elle continue de lire beaucoup, au point qu'il lui arrive de ne pas remarquer la fin des cours jusqu'au moment où elle s'aperçoit du silence autour d'elle. Elle découvre aussi que certains étudiants lisent son journal, ce qui la pousse à écrire des nouvelles pour ses camarades.
Le père de Eun était un entrepreneur en constructions qui employait beaucoup d'ouvriers et elle remarqua leur changement significatif de discours et de façon de parler quand elle se trouvait face à eux. Elle fut confrontée aussi de ses propres yeux aux trahisons, parfois aux bagarres entre ces personnages. Elle prend alors conscience des aspects les plus compliqués des relations humaines.
Pour son entrée au collège, elle se rend avec sa famille à Séoul où elle fut une élève moyenne jusqu'à son accès à l'université en 1977, une période de forte agitation politique. Depuis son enfance, elle a toujours rêvé de devenir auteure mais elle commence par faire des jobs tels qu'enseignante en lycée, éditrice et reporter. En 1994, elle quitte son travail un moment pour se rendre dans un temple équipée d'un ordinateur, d'une douzaine de livres et d'une dizaine de carnets. Durant son séjour au temple, elle écrit 5 nouvelles et un roman court, lequel intitulé Duo (Ijungju) a remporté le concours de Littérature du Printemps organisé par Dong-a Ilbo.

## Monde littéraire
Eun Hee-kyeong traite le plus souvent dans ses récits des sujets triviaux du quotidien. Son style allie l'humour avec une pointe de cynisme et une certaine sophistication dans l'écriture. L'un de ses thèmes majeurs concerne les difficultés de communication entre les individus. Elle est aussi connue pour son engagement féministe bien qu'elle ne prenne pas part à la moindre chapelle théorique ou associative dans ce domaine. Eun a fait son entrée dans la littérature coréenne en 1995 avec le roman court, Duo. L'année suivante, elle remporte le prix Munhakdongne pour sa nouvelle Un cadeau de l'oiseau (Sae-ui seonmul) qui dépeint le monde des adultes sous le regard sceptique d'une enfant de 12 ans. Depuis ses débuts, elle a composé dix livres, dont six recueils de nouvelles et quatre romans. Secrets et mensonges, (Bimilgwa geojinmal) publié en 2005, est une histoire de famille sur trois générations.
Un cadeau de l'oiseau (Sae-ui seonmul) est un récit qui se déroule entre 1969 et 1995. Kang Jinhee, une femme dans la trentaine, se souvient de sa vie lorsqu'elle avait 12 ans. Au début de la nouvelle, elle déclare : « Quand j'ai eu 12 ans, je n'avais plus besoin de grandir ». Afin de surmonter une vie faite de troubles, Jin-hee apprend à se détacher de ses émotions. Partant de l'idée que les gens devraient contempler leurs émotions avec un regard distancé, elle en vient à développer une personnalité teintée de cynisme et de complaisance, qui devient sa meilleure protection contre le monde extérieur.
Tout comme le personnage de Jinhee, les travaux de Eun se caractérisent par deux traits dominants : cynisme et complaisance. Détachés des circonstances, de leur environnement, les personnages d'Eun Hee-kyung s'observent eux-mêmes ainsi que le monde qui les entoure avec un regard froid, une lucidité qui ne pardonne pas. Pour Eun, toute idéologie est suspecte et tourne le plus souvent au ridicule. Famille, amour romantique, rationalité, pouvoir et prestige, toutes ces notions tombent sous le regard soupçonneux d'Eun Hee-kyeong.
Malgré cette teinte de cynisme et de complaisance, il est quelque peu ironique que la plupart de ses récits traitent de l'amour. Bien que les personnages adoptent ce regard froid et complaisant, peut-être que cette attitude est aussi un appel à la connexion, au partage. Ce n'est peut-être pas une coïncidence si son premier récit s'intitule Adresser la parole à un autre (Ta-inege malgeolgi). Par exemple dans Garde la dernière danse pour moi (Majimak chumeun nawa hamkke), qui constitue la suite de Un cadeau de l'oiseau (Sae-ui seonmul), Kang Jin-hee, approchant de la quarantaine, rejette complètement l'amour mais admet pourtant les valeurs d'un amour purement innocent. Dans Ligue mineure (Ma-ineo ligeu), Eun ridiculise la culture dominante des hommes de pouvoir et milite pour la défense des gens qui ne s'inscrivent pas dans le système. La singularité de son travail est de mêler cynisme et humour avec cette touche sophistiquée dans l'écriture. Elle tourne en dérision finalement les interactions du quotidien et les manières conventionnelles, exprimant au fond un profond désir d'authenticité.

## Œuvres en coréen
- 새의 선물  Le cadeau de l'oiseau (1995)
- 타인에게 말걸기  Adresser la parole à un autre (1996)
- 마지막 춤은 나와 함께 Garde la dernière danse pour moi (1996)
- 행복한 사람은 시계를 보지 않는다 Les gens heureux ne regardent pas leur montre (1999)
- 마이너리그 Ligue mineur (2001)
- 상속 L'héritage (2002)
- 비밀과 거짓말, Secret et mensonge (2005)
- 아름다움이 나를 멸시한다 La beauté me dédaigne (2007)
- 그것은 꿈이었을까 Était-ce un rêve ? (2008)
- 소년을 위로해줘 Console le jeune garçon (2010)
- 생각의 일요일들 Les dimanches de la pensée (2011)
- 태연한 인생 Une vie nonchalante (2012)[2]

## Œuvres traduites en français
- Le Cadeau de l'oiseau, Kailash, coll. Exotiques, 2002  (ISBN 2842680839)
- Les Boîtes de ma femme, Zulma, 2009  (ISBN 2843044456)
- La Beauté me dédaigne, nouvelle parue dans le recueil Cocktail Sugar et autres nouvelles de Corée, Zulma, 2011  (ISBN 978-2843045691).
- Qui a tendu un piège dans la pinède par une journée fleurie de printemps ?, Decrescenzo Éditeurs, 2013  (ISBN 2367270031)
- La Voleuse de fraises, Decrenscenzo Éditeurs, 2013  (ISBN 2367270104)
- Encouragez donc les garçons !, L'Atelier des Cahiers, 2018  (ISBN 979-10-91555-42-5)

## Récompenses
- 1996 : Prix Munhakdongne pour Un cadeau de l'oiseau
- 1998 : Prix Yi Sang pour Les Boîtes de ma femme[3]
- 2007 : Prix Dong-in pour La beauté me dédaigne[3]